# Барбова къща
Барбовата или Цамевата къща (на гръцки: Οικία Μπάρμπα, Οικία Τσάμη) е къща в град Лерин, Гърция, обявена за паметник на културата.

## Местоположение
Къщата е на главната улица „Павлос Мелас“.

## История
В 1929 година Стелиос Барбас, родом от Битоля, имигрант в Америка, купува турска къща, на чието място в 1931 година е построена градската вила. От 1940 година в сградата под наем се настанява семейството на адвоката Василис Цамис, известен писател и краевед от Писодер. Впоследствие къщата е закупена от семейство Цамис. По време на германската окупация къщата е реквизирана и в нея са настанени германски служби. За кратък период от време в нея е Информационният център на ном Лерин, по-късно Организацията срещу наркотиците и Генералният архив на ном Лерин. Работи и като бар.

## Архитектура
Фасадата на сградата се отличава с пропилона на входа. Стълбището се развива на двете нива с малък овален прозорец в основата си. В дясната част на фасадата, която е отдръпната, централно е оформен троен сецесионен отвор с дъгообразна преграда, водеща към балкона, който е създаден в отстъплението. Колоните, които достигат до покрива, големият сводест прозорец на приземния етаж и богато украсената порта създават красиво впечатление.